# 喜愛夜蒲
《喜愛夜蒲》是一部於2011年上映的香港電影，由錢國偉執導，連詩雅、沈志明、陳柏宇、陳靜、王宗堯主演。故事講述多對男女在香港酒吧集中地蘭桂坊的情愛故事。連詩雅憑本片入圍第31屆香港電影金像獎最佳新人提名。電影取得成功後，於2012年開拍續集《喜愛夜蒲2》。

## 劇情
夜色中的兰桂坊是享乐主义者的领域，聚合了各色人物于此寻欢作乐：阿公（单立文 饰）是帮派头目出身，如今夜夜笙歌，颇得坊间年轻人信服敬重；Jacky（陈柏宇 饰）始乱终弃，面对可能怀孕的玩伴女，如今只想摆脱；酒商销售经理Steven（沈志明 饰）夜店偶遇空姐Jennifer（连诗雅 饰），出面为其挡酒导致醉倒，Jennifer送Steven回家并顺理成章发生了一夜情，二人在一起颇感默契有趣，有意将关系维系，谁知Steven误会Jennifer与他人有染，导致后者离他而去。Steven难以忘记Jennifer，在新年派对上拒绝了Milk (楊愛瑾 饰) 的示爱。三个月后，Steven再遇Jennifer，然而此时，她已是老板Leslie（恭硕良 饰）的女友…

## 主要演員
- 連詩雅 饰 Jennifer
- 沈志明 饰 Steven
- 陳柏宇 饰 Jacky
- 陈　静 饰 Cat
- 王宗堯 饰 Sean（易小斌）

## 其他演員
- 鄭　融 饰 Linlin
- 恭碩良 饰 Leslie
- 楊愛瑾 饰 Milk
- 冼色麗 饰 Mavis
- 鄭家維 饰 Loberto
- 黃伊汶 饰 Belinda
- 單立文 饰 阿公
- 陈伟雄 饰 阿肥
- 周秀娜 飾 Nana
- 鍾舒漫 飾 警察
- 張致恆 飾 警察
- 莊思敏 飾 Jacquelin
- 雨　僑 飾 Ava
- 杜浚斌 飾 Jeff
- 狄易達 飾 狄易達
- 林盛斌 飾 劉總 Andy
- 黃婉佩 飾 打碟DJ
- 陳蕊蕊 飾 蒲友
- Square (组合) 飾 蒲友
- 韋　彤 飾 蒲友
- 裴　殷 飾 蒲友
- 王麗嘉 飾 蒲友
- 陳宛蔚 飾 蒲友
- 林司敏 飾 蒲友
- 馬　瑙 飾 蒲友
- 曾　敏 飾 蒲友
- 李進羿 飾 蒲友
- 周柏豪
- 陳子聰 飾 警察
- 鄭丹瑞
- 谷德昭
- 姜文杰
- 范振锋
- 杜浚斌
- 張學潤 飾 蒲友
- 錢國偉 飾 蒲友

## 音樂
主題曲 
- 廿四味、衛蘭 － 〈Wonderland〉

插曲 
- 連詩雅 － 〈I'm Still Loving You〉
- 陳柏宇 － 〈尊嚴〉

## 分級
| 國家/地區 | 分級   |
| 香港      | IIB級  |
| 馬來西亞  | 18     |
| 台灣      | 限制级 |
| 新加坡    | M18    |
| 日本      | R15+   |
| 韩国      | 18     |

## 獎項
第7届香港电影导演会年度大奖年度新晉演員(銅)

## 外部連結
- 香港影庫上《喜愛夜蒲》的資料（繁體中文）
- 豆瓣电影上《喜愛夜蒲》的資料 （简体中文）
- 时光网上《喜愛夜蒲》的資料（简体中文）
- AllMovie上《喜愛夜蒲》的资料（英文）
- 爛番茄上《喜愛夜蒲》的資料（英文）
- 互联网电影数据库（IMDb）上《喜愛夜蒲》的资料（英文）
- 《喜愛夜蒲》 有線寬頻 i-CABLE（繁體中文）

| 上一届： 《世紀戰疫》 | 2011年香港一週票房冠軍 9月12日－9月25日 | 下一届： 《特務戇J之救國大業》 |